# Tossal de Salats
El Tossal de Salats és una muntanya de 1.616 metres que es troba al municipi de la Vall de Boí, a la comarca de l'Alta Ribagorça.